# Manduca schausi
Manduca schausi är en fjärilsart som beskrevs av Clark 1917. Manduca schausi ingår i släktet Manduca och familjen svärmare. Inga underarter finns listade i Catalogue of Life.